# XINK
XINK, tot in 2022 gestileerd als X!NK, is een Belgische band, actief tussen 2003 - 2009 en 2022 tot heden. De groep bestaat uit vier jongens: Jonas Meukens (Pulle, 1989) is de tekstschrijver en zanger van de groep en speelt ook gitaar, zijn broer Niels Meukens (Pulle, 1992) is drummer, en de broers Thomas (1991) en Philip Valkiers (1993), beiden uit Oevel, spelen respectievelijk gitaar en basgitaar.
X!NK werd bekend als de Belgische inzending voor het eerste Junior Eurovisiesongfestival in 2003.

## Geschiedenis

### Junior Eurovisiesongfestival (2003)
In 2003 nam X!NK deel aan Eurosong for Kids, de door de VRT georganiseerde Belgische voorronde voor het Junior Eurovisiesongfestival 2003. Ze deden mee met hun zelfgeschreven liedje De vriendschapsband, dat gaat over het ontstaan van de groep en de daarmee ontstane vriendschapsband. Tijdens de nationale finale streed X!NK tegen negen andere kandidaten, waarbij X!NK uiteindelijk met 3 punten voorsprong op de nummer twee (Tonya) wist te winnen. De groep mocht zo België vertegenwoordigen op het eerste Junior Eurovisiesongfestival, dat op 15 november 2003 plaatsvond in de Deense hoofdstad Kopenhagen. Van de zestien deelnemers eindigde X!NK als zesde, met 83 punten. De groep kreeg van ieder land punten.

### Verdere carrière (2004-2009)
X!NK lanceerde begin 2004 een tweede single, genaamd Oh-ho. Later dat jaar verscheen hun eerste album met daarop twaalf nummers. Dit album (dat ook X!NK heet) behaalde de gouden status in Vlaanderen.
In 2004 bracht X!NK het nummer Laat me vrij uit, oorspronkelijk bedoeld voor de Vlaamse versie van de film Garfield. Op 30 september 2005 verscheen hun tweede album Vergif, met daarop onder meer de singles Denk aan mij, Hou ons niet tegen en De andere kant. Laatstgenoemd nummer was tevens de soundtrack van de film Ice Age: The Meltdown. In 2007 fungeerde Give us a future als de soundtrack van Junior Eurosong 2007.
X!NK speelde op verschillende muziekfestivals, zoals Marktrock, Maanrock, Pennenzakkenrock, Gladiolen van de Keizer en 0110. Het laatste optreden van de groep vond plaats op 17 oktober 2009 in Jeugdhuis Lido te Grobbendonk. Hierna zouden de bandleden zich meer gaan concentreren op nieuwe bands en andere projecten.

## Na X!NK
Zanger Jonas Meukens was vanaf 2010 actief als tourmanager van verschillende bands, waaronder Psycho 44, en zanger van de bands Get Off My Shoes en The Waiting Game. In 2020 verliet Meukens The Waiting Game en startte hij zijn soloproject Wonderzeeër op. Vanaf de zomer van 2022 werd hij gitarist van de partycoverband The Juliets. Drummer Niels Meukens is actief bij Warhola (waarmee hij in 2014 de Humo's Rock Rally won), CRACKUPS, School is Cool, Double Veterans en zijn eigen project Multani. Verder speelde hij nog bij Psycho 44 en Shy Dog. Gitarist Thomas Valkiers is actief als muzikant bij Crackups en Double Veterans en hij produceerde en nam platen op voor onder andere Equal Idiots, The Haunted Youth, Newmoon, High Hi en Psycho 44 in zijn Hightime Studio. Bassist Philip Valkiers zou zich vooral op zijn studies en zijn professionele carrière gaan richten.
In 2017 bestond Ketnet twintig jaar. Om dit feest te vieren, organiseerden Ketnet en Studio 100 het eenmalige evenement Throwback Thursday in het Sportpladijs, waarop Jonas optrad samen met Tonya, Thor! en Laura Omloop.

## Hervorming naar XINK
Na enkele shows in de Ancienne Belgique kwam XINK met een hervormde naam (zonder uitroepteken) officieel terug. Na een nieuwe single Misschien uit te brengen stond het viertal in 2023 op tal van festivals (Rock Werchter, Pukkelpop). In 2023 brachten ze ook een nog een single uit genaamd Aura.
Philip Valkiers verliet de band eind 2023.
In 2025 brachten ze het album Dag nul uit, met als nieuwe bassist Jasper Mulier.

## Discografie

### Albums
| Album met hitnotering(en) in de Vlaamse Ultratop 200 albums | Datum van verschijnen | Datum van binnenkomst | Hoogste positie | Aantal weken | Opmerkingen |
| ----------------------------------------------------------- | --------------------- | --------------------- | --------------- | ------------ | ----------- |
| X!NK                                                        | 2004                  | 02-10-2004            | 9               | 22           | Goud        |
| Vergif                                                      | 2005                  | 08-10-2005            | 14              | 16           |             |

### Singles
| Single met hitnotering(en) in de Vlaamse Ultratop 50 | Datum van verschijnen | Datum van binnenkomst | Hoogste positie | Aantal weken | Opmerkingen                      |
| ---------------------------------------------------- | --------------------- | --------------------- | --------------- | ------------ | -------------------------------- |
| De vriendschapsband                                  | 2003                  | 18-10-2003            | 5               | 18           |                                  |
| Oh-ho                                                | 2004                  | 21-02-2004            | 7               | 15           |                                  |
| Laat me vrij                                         | 2004                  | 24-07-2004            | 7               | 20           | Soundtrack Garfield              |
| Sorry                                                | 2004                  | 27-11-2004            | 39              | 4            |                                  |
| Denk aan mij                                         | 2005                  | 27-08-2005            | 21              | 5            |                                  |
| Hou ons niet tegen                                   | 2005                  | 10-12-2005            | tip8            | -            |                                  |
| De andere kant                                       | 2006                  | 04-03-2006            | tip12           | -            | Soundtrack Ice Age: The Meltdown |
| Give us a future                                     | 2007                  | 08-09-2007            | tip23           | -            | Soundtrack Junior Eurosong 2007  |
| Misschien                                            | 2022                  | 09-11-2022            | -               | -            |                                  |

## Stripreeks
Over X!NK verscheen een gelijknamige stripreeks.
2003: X!NK · 
2004: Free Spirits · 
2005: Lindsay · 
2006: Thor! · 
2007: Trust · 
2008: Oliver · 
2009: Laura · 
2010: Jill & Lauren · 
2011: Femke · 
2012: Fabian